# Kiuser Gehege
Das Kiuser Gehege (dänisch Kjus Skov) ist ein 1,5 km  westlich von Kius in der Landschaft Angeln im nordöstlichen Schleswig-Holstein gelegenes 33 ha großes Waldgebiet. Als Staatsforst ist das Kiuser Gehege im Besitz des Landes Schleswig-Holstein. Politisch ist der Wald Teil der Gemeinde Ulsnis im gleichnamigen Kirchspiel, jedoch unmittelbar angrenzend an die Gemeinden Taarstedt und Steinfeld. In der dänischen Zeit gehörte der Wald zur Schliesharde. Südwestlich befindet sich die Häusergruppe Kiusballig (Kjusballe). Der auf einer Höhe von zwischen 20 und 30 m gelegene Wald besteht vor allem aus Buche, Esche, Erle und Japanlärche. Bei den Beständen handelt es sich um meist mittelalte und kleinflächig auch ältere Baumbestände. Teilweise liegt ein erheblicher Anteil von liegendem Totholz vor. Aus dem Gehölz sammelt der 4,5 km lange Schelmkärgraben (Skelkjærgrav), der in Folge weiter westlich als Grenzlauf der Gemeinde Taarstedt zu den Gemeinden Steinfeld und Loit verläuft, das Wasser. Das Kiuser Gehege und der nördlich angrenzende zur Gemeinde Taarstedt gehörende 25 ha große Bauernwald Akebyer Holz (Ågeby Skov) sind das größte Waldgebiet der weiteren Umgebung.
Das Kiuser Gehege ist als FFH-Gebiet Kiuser Gehege ausgewiesen und als Teil der Schlei-Region Teil des Naturparks Schlei.